# Elbauenpark

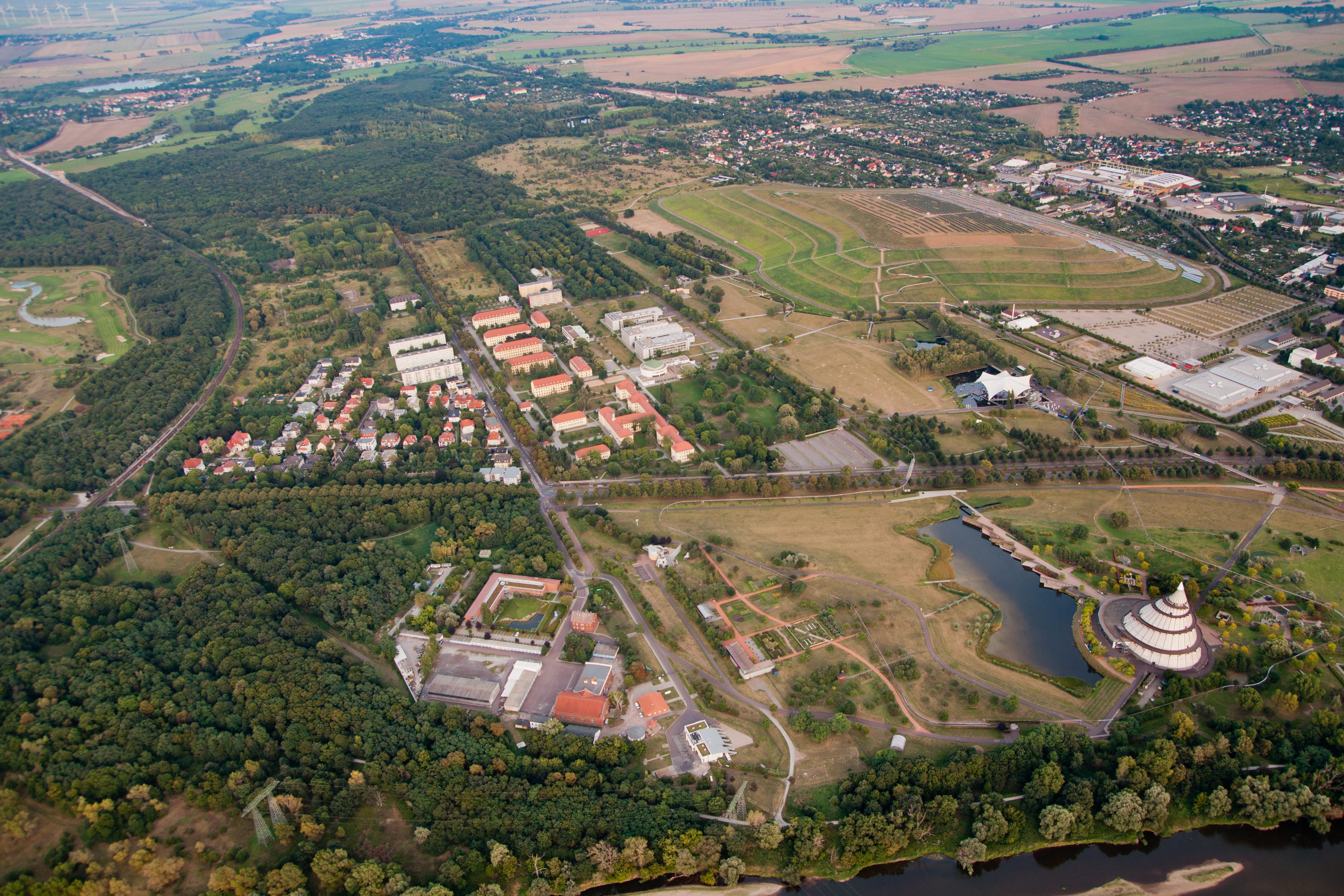
Luftbild des Elbauenparks

Der Elbauenpark ist ein Familien- und Freizeitpark im Nordosten von Magdeburg.
Das Parkgelände ist etwa 100 Hektar groß und besteht aus den Teilen Kleiner Anger und Großer Anger, die durch die verkehrsreiche Herrenkrugstraße getrennt, aber mit einer Fußgängerbrücke verbunden sind. Der Park hat insgesamt vier kombinierte Ein- und Ausgänge sowie drei Ausgänge. Laut dem Magazin Stern ist der Elbauenpark die beste Freizeitattraktion in Sachsen-Anhalt.

## Geschichte

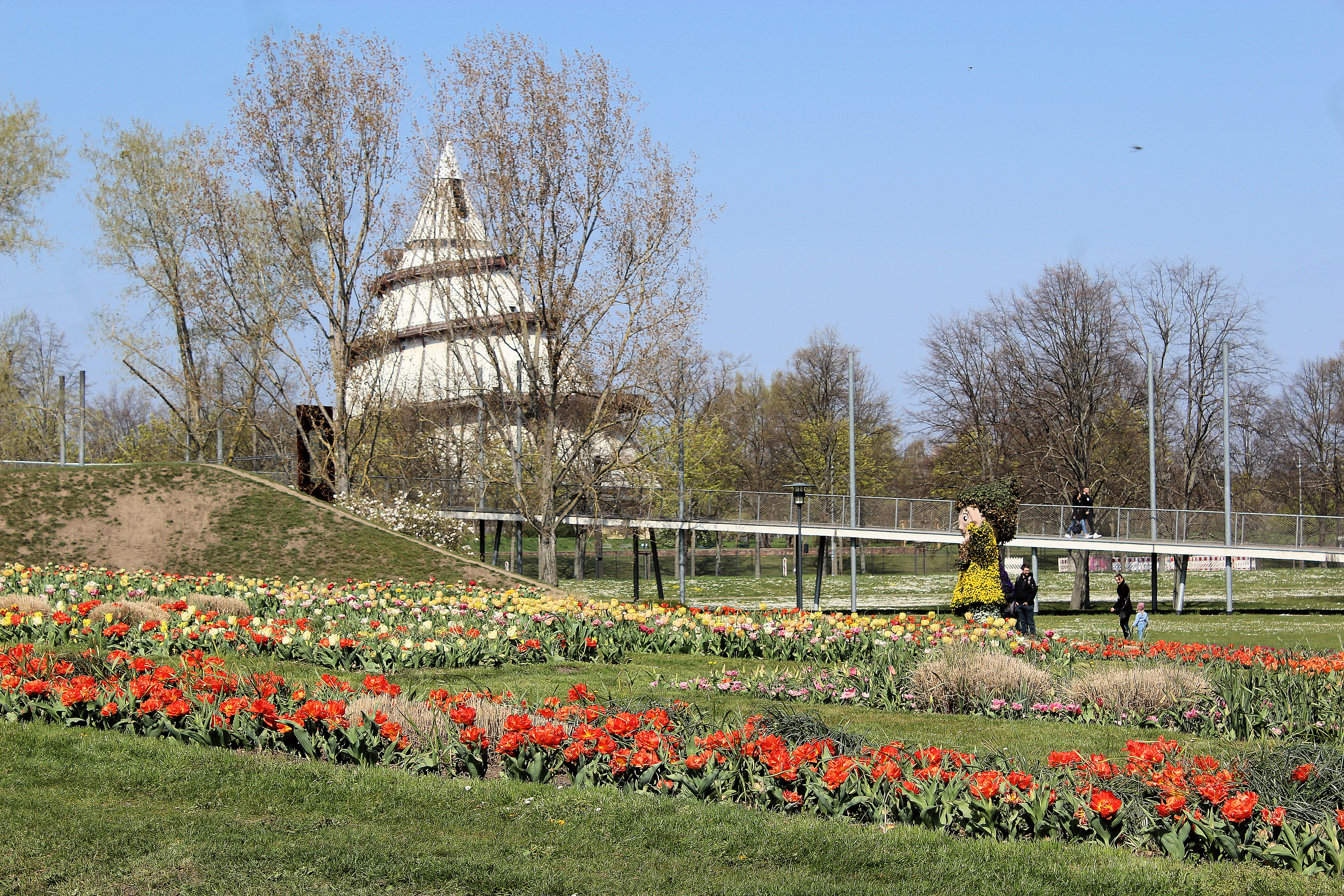
Blick über Blumenbeete in Richtung Jahrtausendturm, 2022

Der Elbauenpark entstand anlässlich der Bundesgartenschau 1999 in Magdeburg auf dem Cracauer Anger. Auf dem heutigen Gelände waren in den 1930er Jahren Wehrmachtskasernen und Schießwälle gebaut worden. Nach dem Zweiten Weltkrieg wurden die Kasernen von der Westgruppe der sowjetischen Streitkräfte genutzt. Aus den Trümmermassen der Kriegszerstörungen war hier eine riesige Müllkippe entstanden.
In wenigen Jahren gelang es, sämtliche Kampfmittel, Geschosse und unzählige Kriegstrümmer zu beseitigen und einen Park anzulegen, der zahlreiche Besucher anzieht.
Seit 2014 findet das Love Music Festival mit zahlreichen Rap- und Electro-Acts im Elbauenpark statt.

## Attraktionen des Parks

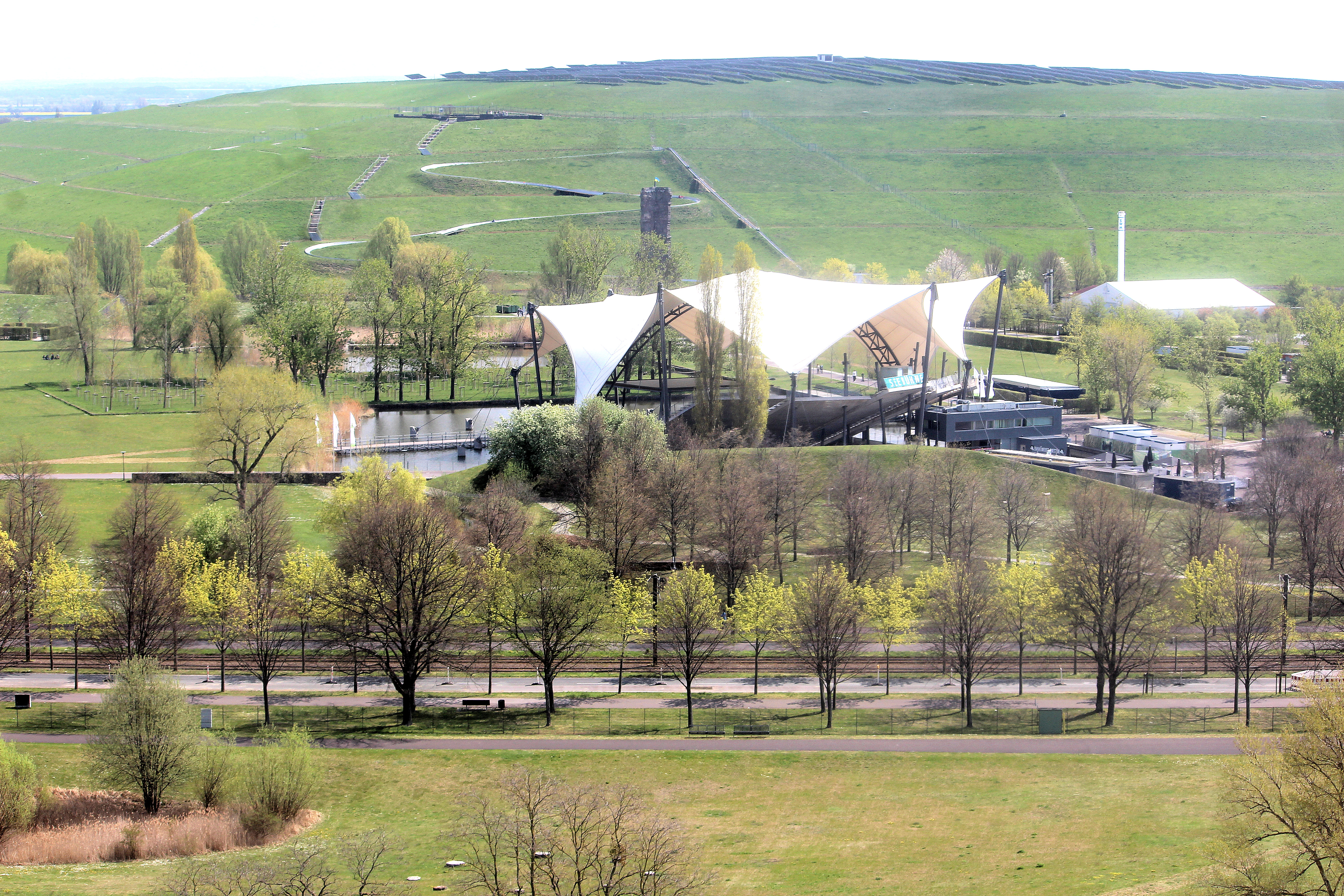
Blick auf die Seebühne

- Der Jahrtausendturm zeigt in einer Ausstellung 6000 Jahre Menschheitsgeschichte
- Vierzehn Themengärten
- Die Seebühne, eine Open-Air-Bühne für 1.600 Zuschauer
- Die Sommerrodelbahn, eine 400 Meter lange Blech-Rodelbahn
- Die Spielwälle: Zahlreiche Kletter- und Erholungsmöglichkeiten
- Das Schmetterlingshaus mit 200 exotischen Schmetterlingen
- Das Sportareal mit Feldern für Fußball, Volleyball, Beachvolleyball, Handball und Basketball
- Der Kletterturm: Klettern am 25 Meter hohen Großen Angerfelsen
- Der Kletterpark: Klettern an 55 Elementen und zwei Seilbahnen im Hochseilgarten
- Die ElbauenZip: Doppelseilrutsche (Zipline) von der Spitze des Jahrtausendturms
- Der Rutschenturm: 18 Meter hoher Turm mit fünf Rutschen
- Der Irrgarten: Ein Labyrinth aus Hecken und Rankgittern

Die Panoramabahn, eine aufgeständerte Einschienenbahn auf einer 3 km langen Strecke, wurde Anfang 2015 demontiert.
Der Park zeigt Gartenkunst zu Themen wie Rosengärten, Bambushain, Staudengarten, Europagarten, paradiesische Gärten oder nachwachsende Rohstoffe und bietet auch einen Skaterparcours, den Kneippgarten, eine Frisbeegolf-Anlage, einen Fitness-Parcours mit umfangreichen Erläuterungen, einen Wasserspielplatz, ein Bienenhaus, das Schulprojekt „Entdeckungstouren“ und das Gottes-Garten-Haus, das während der Bundesgartenschau als ökumenisches Begegnungszentrum genutzt wurde und jetzt für Feiern vermietet wird.
Des Weiteren gibt es mehrere Bistros, ein Restaurant im Jahrtausendturm sowie ein Café. In der gesamten Saison (April bis Oktober) finden zahlreiche Veranstaltungen im Park statt. Seit 2016 werden regelmäßig Sommer-Specials der TV-Show Grill den Henssler auf der Seebühne produziert.
Der Park gehört zum Netzwerk Gartenträume Sachsen-Anhalt.